# Fandango

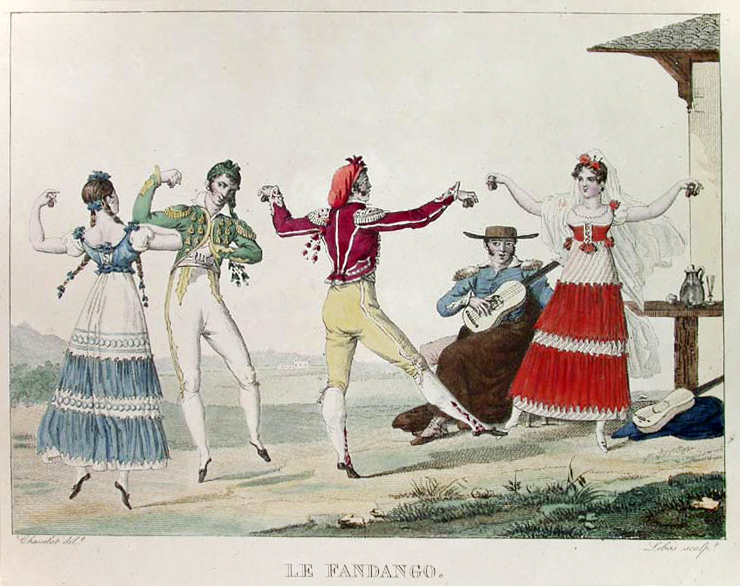
Fandango

El terme fandango en l'àmbit cultural dels Països Catalans fa referència a diversos balls i melodies d'origen tradicional. Entre els cants i melodies ballables que es coneixen amb el nom de fandango es poden distingir quatre famílies diferents, a les quals es donen els següents noms convencionals:
- Fandango del sud: es dona aquesta denominació a un tipus de cant ballable que s'acompanya amb instruments de corda i que trobem a Menorca, Mallorca i el País Valencià. Aquests fandangos tenen gran similitud amb les malaguenyes o les rondenyes de la meitat sud d'Espanya (Múrcia, Andalusia, la Manxa, Canàries, La Vera…). Les denominacions més esteses són: fandango (a Menorca,[2] a Mallorca i a les comarques castellanoparlants[3] de la província de València), malaguenya (a les comarques del Vinalopó, l'Alacantí,[4] el Baix Segura, la Foia de Castalla…) i l'u[5] o per la de l'u (a les comarques centrals del País Valencià catalanoparlant). Sembla que aquesta família de fandangos ja tenia en el segle xviii l'estructura amb què els coneixem actualment i que aleshores es ballaven a la meitat sud de tota la península. El Diccionari d'Autoritats de 1735 defineix el fandango com el ball introduït pels que han estat en els regnes de "Índies, que se sent el seu so d'uns motius molt alegres i festius". Ja en el 1779 el comte de Noroña en els seus poemes burlescos "La Quincaida" anomena el fandango com a fet "agitanat" i també anomena les malaguenyes. Per altra banda, el 1812 la premsa de Barcelona xerra d'un "minué afandangado" i un altre "minué abolerado". Aquestes dates, que justifiquen més d'un segle, es podrien resumir i pensar que el fandango podia sorgir en l'ambient teatral-tonadiller, que seria el fet més palpable de la seva introducció al poble.
- Fandango de les danses: algunes de les danses rituals i la major part de les danses de plaça o carrer del País Valencià tenen una part final més moguda i amb una melodia diferent de les utilitzades al llarg de tota la dansa que es coneix amb el nom de fandango. En la forma tradicional d'interpretar els fandangos de danses intervenen el tabalet i la dolçaina,[6] tot i que actualment hi ha molts pobles valencians on aquests instruments s'han substituít pels de la banda de música.
- Fandango de cobla partida: a les comarques de l'Alcoià, el Comtat, la Marina i l'Alacantí s'ha conservat aquest tipus de cant ballable que té certa semblança amb la cota, la seguidilla i, en certs casos, amb els fandangos enllaçats del nord del País Valencià. Encara que la majoria d'aquests balls es coneixen amb el nom de fandango,[7] també podem trobar els següents noms: jota, folies,[8] pedreguera,[9] etc. El fet d'anomenar-los de cobla partida és per causa de la particular manera de dividir l'estrofa usada per al cant en dues meitats. Amb els dos primers versos s'interpreta part de la cobla cantada, la qual va separada de la segona part per la intervenció dels instrumentistes amb una melodia curteta. En la segona part de la cobla cantada s'acaba l'estrofa fent ús dels versos tercer i quart d'aquesta estrofa.[1]
- Fandango enllaçat: s'estén aquest tipus de fandango a gran part de les comarques interiors del País Valencià situades entre el riu Túria i el Sénia. El qualificatiu d'enllaçat és perquè sovint s'interpreten units a una cota de manera que entre el final d'aquest ball i el fandango no hi ha un tall, sinó un enllaç, marcat sovint pel cantador amb l'última frase musical de la cobla final de la cota.[10]

## Cançoner
«Tant m'és jota com fandango 
com ballar s'aragonès; 
voleu-me dir quin mes és 
que ses dones rallen manco?» (cançó popular de Mallorca)

## Altres significats
El terme fandango també es fa servir en sentit figurat per a referir-se a enrenou, desordre; moviment viu; sèrie de vicissituds o fets sorollosos o trasbalsadors. Per exemple: 
«Si el Govern no s'hi posa, ballarem un bon fandango».
«A la mar hi ha fandango»: ho diuen els mariners per significar que la mar està avalotada.   